# Bătarci (gmina)
Bătarci – gmina w Rumunii, w okręgu Satu Mare. Obejmuje miejscowości Bătarci, Comlăușa, Șirlău i Tămășeni. W 2011 roku liczyła 3707 mieszkańców.